# 한국과학기술원 이사회
한국과학기술원 이사회 또는 KAIST 이사회는 법인화된 국립대학인 한국과학기술원 (KAIST)의 최고 결정기구이다. 한국과학기술원은, 한국과학기술원법에 의해 설립되며, 한국과학기술원법 제6조 임원 조항과 제8조 이사회 조항에 의해 카이스트 이사회가 구성된다.

## 카이스트 이사회 설립 근거 법조항
위에서 카이스트의 최고 결정기구인 이사회를 구성하게 하는 한국과학기술원법 제6조와 제8조는 아래와 같다.

제6조 (임원) <개정 2009.2.6>) ① 과학기술원에 이사장 및 총장 각 1명을 포함한 20명 이내의 이사와 1명의 감사를 두며, 그 임기는 정관으로 정한다.  <개정 2009.2.6>
② 이사 및 감사는 정관으로 정하는 바에 따라 이사회에서 선임하되, 교육과학기술부장관의 승인을 받아야 한다.  <개정 2009.2.6>
③ 삭제  <2008.2.29>
④ 이사장은 정관으로 정하는 바에 따라 이사 중에서 선임한다.  <개정 2009.2.6>
⑤ 이사장은 과학기술원의 총장을 겸할 수 없다.  <개정 2009.2.6>
⑥ 총장 또는 감사가 아닌 임원은 비상근으로 한다.  <개정 2009.2.6>
⑦ 감사는 과학기술원의 업무 및 회계를 감사한다.  <개정 2009.2.6>
제8조 (이사회) ① 과학기술원의 중요한 사항을 심의·결정하기 위하여 과학기술원에 이사회를 둔다.
② 이사회는 이사장 및 이사로 구성한다.
③ 이사장은 이사회를 소집하고, 그 의장이 된다.
④ 감사는 이사회에 출석하여 의견을 진술할 수 있다.
[전문개정 2009.2.6]

## 카이스트 이사회 현직 이사
위의 법조항에 의하면 이사회의 모든 구성원은 임원이자 이사이므로, 임원은 이사로 통칭한다. 2011년 7월 27일 현재 카이스트 이사회의 이사 목록은 아래와 같다:
| 구분          | 이름   | 신분                             | 임기 시작        | 임기 종료        | 기타                                   |
| ------------- | ------ | -------------------------------- | ---------------- | ---------------- | -------------------------------------- |
| 이사장        | 이장무 | 현 기후변화센터 이사장           | 2013년 11월 29일 | 2016년 11월 28일 | 전 서울대학교 총장                     |
| 총장(당연직)  | 강성모 | 현 KAIST 총장                    | 2013년 2월 23일  | 2017년 2월 22일  | 전 미국 UC Merced 총장                 |
| 감사(당연직)  | 김영천 | 현 KAIST 감사                    | 2011년 월 일     | 2014년 월 일     |                                        |
| 이사          | 조정남 | 현 SK텔레콤(주) 고문             | 2009년 4월 14일  | 2012년 4월 13일  | 2007년 4월 14일-2009년 4월 13일 이사장 |
| 이사          | 김영길 | 현 한동대학교 총장               | 2009년 1월 14일  | 2012년 1월 13일  | KAIST 명예경영학박사                   |
| 이사          | 양규환 | 현 경원대 석좌교수               | 2009년 1월 14일  | 2012년 1월 13일  |                                        |
| 이사          | 허동수 | 현 GS칼텍스(주) 태표이사회장     | 2011년 1월 7일   | 2014년 1월 6일   |                                        |
| 이사          | 변대규 | 현 휴맥스 대표이사               | 2009년 4월 14일  | 2012년 4월 13일  |                                        |
| 이사          | 표삼수 | 현 KT 기술전략실 사장            | 2009년 10월 14일 | 2012년 10월 13일 |                                        |
| 이사          | 김창원 | 현 AMKOR A&E Co. 회장 겸 이사장  | 2009년 1월 14일  | 2012년 1월 13일  | KAIST 명예박사                         |
| 이사          | 박병준 | 현 뷰로베리타 특별자문위원       | 2009년 4월 14일  | 2012년 4월 13일  | KAIST 명예박사                         |
| 이사          | 이종문 | 현 미국 암벡스 벤처그룹 대표이사 | 2009년 12월 1일  | 2012년 11월 30일 | KAIST 명예박사                         |
| 이사          | 황주명 | 현 법무법인 충정 대표 변호사     | 2009년 4월 14일  | 2012년 4월 13일  |                                        |
| 이사          | 이경숙 | 현 한국 장학재단 이사장          | 2009년 4월 14일  | 2012년 4월 13일  |                                        |
| 이사 (당연직) | 이진석 | 현 교육과학기술부 과학기술인재관 | 2011년 2월 25일  | 재직기간         |                                        |
| 이사 (당연직) | 김상규 | 현 기획재정부 경제예산심의관     | 2010년 9월 10일  | 재직기간         |                                        |
| 이사 (당연직) | 이창한 | 현 지식경제부 산업기술정책관     | 2008년 6월 17일  | 재직기간         |                                        |

## 카이스트 이사회 전직 이사
| 구분 | 이름   | 임기 시작        | 임기 종료        | 기타                            |
| ---- | ------ | ---------------- | ---------------- | ------------------------------- |
| 이사 | 류근철 | 2009년 1월 14일  | 2012년 1월 13일  | KAIST 명예이학박사, 임기중 별세 |
| 이사 | 정문술 | 2001년           | 2011년           | KAIST 명예공학박사, 전 이사장   |
| 이사 | 장영신 | 2007년 10월 16일 | 2010년 10월 15일 | KAIST 명예경영학박사            |
| 감사 | 구본제 | 2007년 10월 16일 | 2010년 10월 15일 |                                 |

## 카이스트 이사회 관련 비판
서남표 총장이 전현직 이사에게 명예박사학위를 수여하여, 이사회의 지배를 받는 총장이 이사에게 명예박사를 수여하는 것이 옳은 것인가에 대한 윤리적인 논란이 있어왔다. 이에 KAIST는 2011년 교육과학기술부 감사에서 경고조치를 받았다.
서남표 총장 취임 이후 상당수의 이사들을 총장이 추천하였다는 점에서, 이사회의 역할인 건전한 견제 지배능력에 의문을 제기하는 우려가 높다.
명예박사학위를 이해관계 충돌이 있는 이사에게 수여하는 것을 금지하자는 명예박사 수여 개정안과, 이사회의 구성에 대한 개편안이 최근 혁신비상위원회에서 의결되었고, 곧 최종보고서로 발간될 예정이다.